# Jang Dong-gun
Jang Dong-gun (* 7. März 1972 in Seoul) ist ein südkoreanischer Schauspieler und Musiker.

## Leben und Karriere
Nach der Kindheit in Yongsan-gu, Seoul, ging er zur Hangook School of Arts. Sein Fernsehdebüt gab er in der Serie Our Heaven und feierte 1994 seinen nationalen Durchbruch in The Final Jump. Der bekennende Buddhist ist auch musikalisch erfolgreich, brachte er doch bisher vier Alben heraus.
1997 debütierte Jang in einem Kinofilm (Repechage) was ihm den Blue Dragon Best New Actor Award einbrachte. Zwei Jahre später gewann er diesen Preis als bester Nebendarsteller für seine Rolle als Polizist in Nowhere to Hide. Im Jahr 2000 spielte er im damals alle Rekorde brechenden Film Friend über einen High School Schüler der der koreanischen Mafia beitritt. 2004 trat er in Brotherhood unter der Regie von Kang Je-gyu auf. Dieser während des koreanischen Bürgerkrieges spielende Film wurde erneut ein voller Erfolg und gilt seitdem mit über 11,74 Millionen Zuschauern als einer der erfolgreichsten Filme im Land. Hierfür gewann er den dritten Blue Dragon Award.
2005 erlitt er mit Typhoon, dem bis dato teuersten koreanischen Film, allerdings einen „Schiffbruch“.
Jang ist in seinem Heimatland auch in der Werbebranche tätig. Er promotet unter anderem den seit Januar 2007 in Südkorea erschienenen Nintendo DS Lite und dazugehörige Programme wie Dr. Kawashimas Gehirn-Jogging und ein Spiel für das spielerische Training in der Sprache Englisch.
Seit 2010 ist er mit der Schauspielerin Ko So-young verheiratet. Gemeinsam haben sie einen Sohn und eine Tochter. Sie haben ein Haus in Gapyeong, das von dem Architekten Kwak Heesoo entworfen wurde und 2016 den World Architecture Award erhielt.

## Filmografie
- 1997: Repechage
- 1997: Holiday in Seoul (홀리데이 인 서울)
- 1998: First Kiss
- 1999: Love Wind Love Song (연풍연가 Yeonpung Yeonga)
- 1999: Nowhere to Hide (인정사정 볼 것 없다 Injeongsajeong Bol Geot Eopda)
- 2000: Anarchists (아나키스트 Anakiseuteu)
- 2001: Friend (친구 Chingu)
- 2002: 2009 Lost Memories (2009 로스트메모리즈)
- 2002: The Coast Guard (해안선 Haeanseon)
- 2004: Brotherhood – Wenn Brüder aufeinander schießen müssen (태극기 휘날리며 Taegeukgi Hwinallimyeo)
- 2005: Wu Ji – Die Reiter der Winde (Wújí)
- 2005: Typhoon (태풍 Taepung)
- 2009: Good Morning, Mr. President (굿모닝 프레지던트)
- 2010: The Warrior’s Way
- 2011: Prisoners of War (마이 웨이, intl. Titel: My Way)
- 2012: Dangerous Liaisons (chinesisch 危險關係)
- 2014: No Tears for the Dead (우는 남자 Uneun Namja)
- 2017: VIP (브이아이피)
- 2018: Seven Years of Night (7년의 밤)
- 2018: Rampant (창궐)